# 北原知奈
北原知奈（1993年7月9日—），日本女性配音員。出身於福岡縣。

## 簡介
2011年4月至2018年1月是賢Production所屬。之後有一年的時間以自由身活動，2019年1月1日現在是Object（页面存档备份，存于）所屬。

### 人物
- 高中時期通過賢Production舉辦的試鏡會，並從福岡轉學至東京的高中。
- 長髮為特徵。高中時期她就已經留著長髮，有時候也會綁雙馬尾。
- 高中時期曾讀美術科系，因此特長是畫圖[1]。
- 喜歡紅茶、卡拉OK[1][2]。音樂組合Sound Horizon的粉絲。
- 擅長方言為博多方言[1][2]。
- 熱愛蘿莉塔時尚。

## 演出作品

### 電視動畫
2013年
- 寶石寵物 Happiness（女學生）
- 爆漫王。3（山崎沙耶）

2014年
- 星刻龍騎士（女性店員）
- 飆速宅男（宮原委員長）

2015年
- SHOW BY ROCK!!（真梨真梨）

2016年
- SHOW BY ROCK!!#（真梨真梨）

2018年
- 飆速宅男 GLORY LINE（宮原）

2023年
- MF GHOST 燃油車鬥魂（濱崎萌繪）

### 電影動畫
2019年
- BanG Dream！FILM LIVE（觀眾）

### 網路動畫
2017年
- 寶可夢世代（小菊兒）

### 遊戲
2012年
- ☆（星人）

2013年
- 極限凸騎 怪物卡片對決（日语：限界凸騎 モンスターモンピース）
- 渾沌世代6（日语：ジェネレーション オブ カオス6）（[3]）
- 必殺工作人 ～懲罰精選～（鶴見紫音[4]）

2014年
- 雙槍激鬥2（綾小路咲良[5]）

2015年
- 庫洛姆·麥格納（艾瑪[6]）

2017年
- CARAVAN STORIES（蘇菲亞·布魯斯[7]）

2018年
- 伊絲塔利亞傳說（スラオシャ、妮可）

2019年
- 騎士編年史（ティリオネ）
- 城市少女地球防衛生活

2020年
- 城與龍（日语：城とドラゴン）（凱特西）
- Crash Fever（加麗·庫契）
- SHOW BY ROCK!! Fes A Live（真梨真梨[8]）

### 外語配音

#### 動畫
2013年
- 少年正義聯盟（火星小姐／梅甘恩·摩爾茲／梅根·摩斯）

### 廣播節目
- （助理主持人、電視旁白，TOKYO FM）[9]

### 舞台
- Bnibera兔團（日语：ベニバラ兎団）PRODUCE THEATER 5th『行！風間山』（2015年1月13日～18日，下北澤劇「小」劇場）－九條隊員[10]
- Bnibera兔團PRODUCE THEATER 8th『。』（2015年10月7日～12日，池袋KASSAI劇場）－貞子[11]
- 膠囊兵團外傳「日本神明物語 ～古老事記世界～」（2016年12月28日～29日，八幡山Warsol Theater）－天照大御神、其他角色
- 膠囊兵團外傳「北歐神話世界 ～眾神的神之領域～」（2017年6月13日～18日，八幡山Warsol Theater）－美麗女神佛列嘉、其他角色

### 其它
- 福岡發 2次元虛擬偶像 [12][13]
- ～3姊妹的場合～（次女[14]）
- 10代目指！聲優最強BIBLE（2013年10月22日，TRANSWORLD JAPAN（日语：トランスワールドジャパン））專訪、飾演廣播劇CD女主角

## 外部連結
- Object公式官網的聲優簡介（页面存档备份，存于） （日語）
- 賢Production所屬期間的聲優簡介，存于 （日語）
- 北原知奈的X（前Twitter） （日語）